# Cologne Blues Club
Der Cologne Blues Club (CBC) ist eine 2009 gegründete Kölner Bluesband.

## Geschichte
Die Band wurde 2009 von Bassist Michael Gebhart und Gitarrist Micka Kunze gegründet. Mit Géza Tényi (Gesang, Harp), Frank Bruns (Schlagzeug) und Thilo Hornschild (Gitarre) tourt die Band seitdem durch Deutschland und das angrenzende Ausland. 2010 veröffentlichte die Band ihre erste EP mit dem Titel CBC in Eigenregie. Seit Herbst 2010 sind sie beim Label Peppercake von ZYX Music für fünf Jahre und drei Alben unter Vertrag. Im Februar 2011 wurde ihre erste CD Our Streets veröffentlicht. Daneben ist die Band auch auf einigen Samplern vertreten (Bluesnews Sampler, Pepper-Shakers). Der Cologne Blues Club war Teilnehmer der German Blues Challenge 2012 und 2013. Die Band war außerdem für den German Blues Award 2013 nominiert, in der Kategorie „Beste Band“, außerdem Drummer Frank Bruns in der Kategorie „Bester Drummer“.
Im Oktober 2013 ging die Band mit dem amerikanischen Gitarristen Jonny Lang auf Deutschlandtour. Am 25. Oktober 2013  erschien das zweite Album Hanging by a Thread. Es wurde im CAN-Studio aufgenommen, das im Gronauer rock'n'popmuseum wieder aufgebaut wurde. Zum Jahresbeginn 2014 hat Gitarrist Micka Kunze die Band verlassen. Der Cologne Blues Club tourt seitdem als Quartett. Anfang 2015 wurde Gitarrist Thilo Hornschild durch Timo Gross ersetzt, der die Band bis Anfang 2017 begleitet hat, seitdem ist Erik Jünge der aktuelle Gitarrist. Die Band arbeitet an einem Live-Album, das im Sommer 2017 erscheinen soll.

## Rezeption
Der Musikjournalist Marcel Anders, der unter anderem für Musikexpress und Gitarre & Bass schreibt, sagt über die Band:
„Coole Stimme, organischer Sound, stilvolle Arrangements und überzeugender Herzschmerz, Köln liegt näher an Chicago, als man glaubt … mit viel Raum, viel Seele und noch mehr Gefühl. Authentischer Großstadt-Blues mit einer Prise Motown/Stax.“
Rocktimes bezeichnet Our Streets als „nahezu perfektes Album …, das sich zumindest als Geheimtipp einstufen lässt“.

## Diskografie

### EP
- 2010: CBC

### Alben
- 2011: Our Streets (PEC 20066-2)
- 2013: Hanging by a Thread (PEC 2092-2)